# Leopold Schweitzer

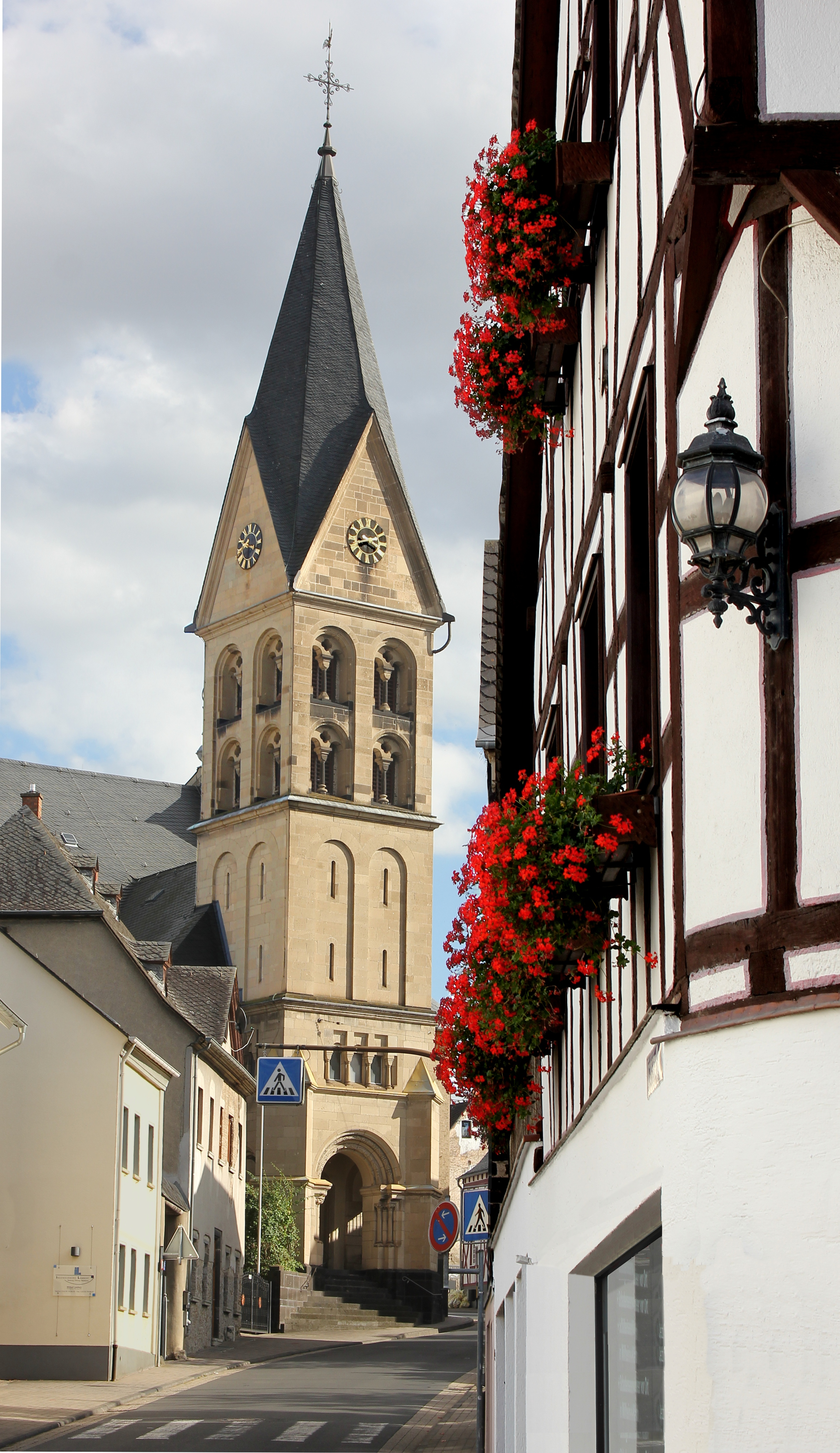
Glockenturm der Pfarrkirche St. Mauritius in Kärlich (1903)

Leopold Schweitzer (* 1. Juni 1871 in Polch; † 24. März 1937 in Köln) war ein deutscher Architekt.

## Leben
Im Jahr 1900 schied er als Regierungsbaumeister (Assessor im öffentlichen Bauwesen) aus dem Staatsdienst aus und trat als Juniorpartner in das Büro des Architekten Lambert von Fisenne ein.
1910 gründete der Architekt Jacob Koerfer mit ihm die offene Handelsgesellschaft Schweitzer & Koerfer. Sie entwarfen und verwirklichten vorwiegend Luxuswohnungen und Villen, bis das Unternehmen 1918 aufgelöst wurde.
Seit dem Studium war er Mitglied der katholischen Studentenverbindung KStV Burgundia Berlin  im KV.
Schweitzer starb 1937 im Alter von 65 Jahren. Die Familiengrabstätte liegt auf dem Kölner Melaten-Friedhof.

## Bauten (Auswahl)

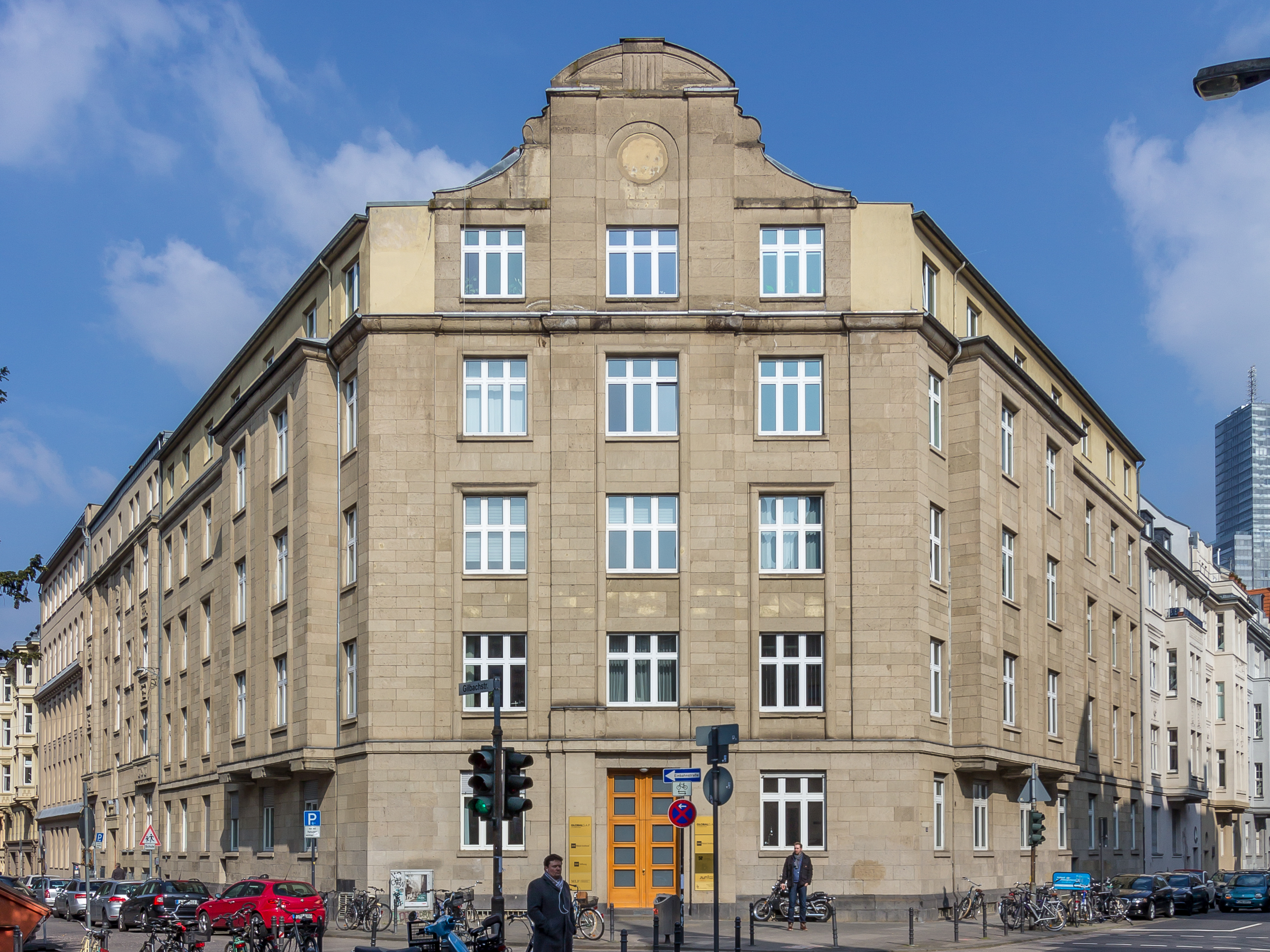
Geschäftshaus Spichernstraße 55 in Köln, zusammen mit Jacob Koerfer

- 1901–1903: Katholische Pfarrkirche St. Bartholomäus in Kail (Eifel)
- 1901–1903: Katholische Pfarrkirche St. Peter und Paul in Koblenz-Pfaffendorf
- 1903: Glockenturm der katholischen Pfarrkirche St. Mauritius in Mülheim-Kärlich, Kirchstraße
- 1907: Katholische Pfarrkirche St. Johannes Baptist in Hunolstein
- 1907–1909: Katholische Pfarrkirche St. Johannes der Täufer in Burgbrohl
- um 1913: Geschäftshaus Spichernstraße 55 in Köln (Neustadt-Nord)
- um 1917: Wohnhaus Agrippinaufer 8 in Köln (Neustadt-Süd)